# Radmila Živković
Radmila Živković (Servo-Kroatisch: Радмила Живковић) (Kruševac, 14 januari 1953 – Belgrado, 20 september 2024) was een Servisch film- en theateractrice. Sinds 1969 is Živković in meer dan zeventig films verschenen. In 1969 deed Živković ook mee aan de Miss Yugoslavia-competitie, maar deze verkiezingen heeft ze niet gewonnen.
Živković overleed op 20 september 2024 op 71-jarige leeftijd.

## Filmografie
- 1969: Plima i oseka
- 1974: Košava als Kelnerica
- 1976: Idi tamo gde te ne poznaju
- 1977: Hajdučka vremena als een arme boerin
- 1978: Tamo i natrag als Rosa
- 1980: Splav meduze als Nadežda
- 1981: Sok od šljiva als Ruža
- 1987: Ivanov als Babakina
- 1989: Masmediologija na Balkanu als Mara
- 1993-1994: Srećni ljudi als Đilda
- 2002: Zona Zamfirova als Doka
- 2003: Ledina als Dara
- 2004: Stižu dolari als Jovanka Ljutić
- 2004: Jesen stiže, dunjo moja als Mestanka
- 2005-2006: Stižu dolari als Jovanka Ljutić
- 2007-2008: Ulica lipa als Iboljka